# I Guess I Like It like That
Az I Guess I Like It Like That című dal Kylie Minogue ausztrál énekesnő negyedik albumáról, a Let's Get to Itről kimásolt kislemez. A dalt Kylie, Mike Stock és Pete Waterman írta.
Az If You Were with Me Now és az I Guess I Like It Like That 1991 októberében jelent meg Ausztráliában, azonban míg az If You Were with Me Now megjelent CD és kazetta kislemezen is, az I Guess I Like It Like That a 12"-es bakelit formátumú kislemez „A” oldalán volt található. Az ausztrál 12"-es bakeliten nem volt rajta az If You Were with Me Now.
A dalnak megjelent rövidített („edit”) és hosszabbított („extended”) változata is. Az ausztrál CD kislemezen rossz számlistát tüntettek fel, a borítóval ellentétben nem az If You Were with Me Now hosszabbított, hanem a I Guess I Like It like That eredeti változata szerepel a lemezen.

## Formátum
Ausztrál 12-inch kislemez
A oldal – I Guess I Like it Like That – 6:00
B1 – I Guess I Like It Like That (Edit) – 3:30
B2 – If You Were with Me Now (3:10)
Ausztrál CD kislemez – If You Were With Me Now
1. If You Were with Me Now
2. I Guess I Like It Like That (Edit) 3:30
3. I Guess I Like It Like That 6:00 (lásd lejjebb)

- Az ausztrál CD helytelen listáján az If You Were with Me Now (Extended) szerepel mint 3. dal.